# Az idő szeme
Az idő szeme (Time's Eye) Arthur C. Clarke és Stephen Baxter sci-fi regénye. A mű magyarul a Galaktika Fantasztikus Könyvek sorozatában jelent meg 2006-ban.

## Történet
|  | Alább a cselekmény részletei következnek! |

Titokzatos, apró szerkezetek tűnnek föl az űrben a Föld körül, idegen építésű műholdszerűségek. Mielőtt azonban az emberiség kinyomozhatná eredetüket, a berendezések működésbe lépnek, és bolygónkon egyszeriben szeletekre hasad az idő és a tér.
Az időszámítás előtt évmilliókkal majomemberek fürkészik félve az eget, ahol egy titokzatos gömb lebeg a fejük felett. 21. századi ENSZ-békefenntartók hirtelen Rudyard Kipling korának Indiában állomásozó angol seregével szembesülnek, Dzsingisz kán ázsiai sztyeppéken száguldozó lovas felderítői egy Szojuz visszatérő egység utasaira bukkannak. Nagy Sándor expedíciós csapatai is megjelenik, valamint egy Australopithecus anya gyermekével.
A rejtélyes katasztrófa túlélői valamennyien egyetlen cél felé igyekeznek, az egyetlen megmaradt város, a legendás Babilon irányába. A világnézetbeli különbségek azonban egyre leküzdhetetlenebbnek tűnnek, így a feldarabolódott a mongolok és a Szojuz legénységének egyetlen életben maradt tagja, összecsapnak Nagy Sándorral és az angol gyarmati hadsereggel, akit a 21. századi békefenntartók segítenek. Nagy Sándor és az angolok nyernek. Mindeközben egyre feszítőbb a kérdés, miért nincs a 21. századinál újabb rész a feldarabolt földön? Mi lehet az oka hogy csak a jelenünk és az azt megelőző kétmillió év képviseli magát? A kérdésre a lehetséges választ a trilógia folytatásaiban találjuk meg (Napvihar, Elsőszülöttek). Később az egyik 21. századi békefenntartónak sikerül hazajutnia.
|  | Itt a vége a cselekmény részletezésének! |

## Magyarul
- Arthur C. Clarke–Stephen Baxter: Időodisszeia; ford. Gálvölgyi Judit; Metropolis Media, Bp., 2006–2007 (Galaktika fantasztikus könyvek)
  - Az idő szeme; 2006
  - Napvihar; 2007